# Велика (сорт грозде)
Вижте пояснителната страница за други значения на Велика.
Велика е червен десертен ранно и среднозреещ сорт грозде. Селектиран е през 1987 г. от Иван Тодоров чрез кръстосване на сортовете Болгар и Алфонс Лавале.
Гроздовете са големи, конични, рехави. Зърната са много едри, дълги, слабо стеснени към върха. Кожицата е тъмночервено-виолетова. Сокът е безцветен. Значителна част от нормално развитите зърна са безсеменни. Консистенцията е хрупкава, а вкусът – неутрален, хармоничен.
Сортът е силно растящ. Чувствителен е към ниски зимни температури и болести. Устойчив при транспортиране.